# Vic
Vic (hiszp. Vich) – miasto w Hiszpanii w północnej Katalonii, siedziba comarki Osona. Znajduje się tu uniwersytet.